# Bad Homburg Open 2021
Bad Homburg Open 2021 là một giải quần vợt nữ thi đấu trên mặt sân cỏ ngoài trời. Đây là lần thứ 1 giải Bad Homburg Open được tổ chức, và là một phần của WTA 250 trong WTA Tour 2021. Giải đấu diễn ra tại TC Bad Homburg ở Bad Homburg, Đức, từ ngày 20 đến ngày 26 tháng 6 năm 2021.

## Nội dung đơn WTA

### Hạt giống
| Quốc gia | Tay vợt             | Xếp hạng1 | Hạt giống |
| -------- | ------------------- | --------- | --------- |
| CZE      | Petra Kvitová       | 11        | 1         |
| BLR      | Victoria Azarenka   | 16        | 2         |
| USA      | Jessica Pegula      | 26        | 3         |
| GER      | Angelique Kerber    | 27        | 4         |
| ARG      | Nadia Podoroska     | 42        | 5         |
| ROU      | Sorana Cîrstea      | 45        | 6         |
| ESP      | Sara Sorribes Tormo | 53        | 7         |
| GER      | Laura Siegemund     | 55        | 8         |

- 1 Bảng xếp hạng vào ngày 14 tháng 6 năm 2021.[1][2]

### Vận động viên khác
Đặc cách:
- Victoria Azarenka
- Mona Barthel
- Mara Guth

Vượt qua vòng loại:
- Yuliya Hatouka
- Katarzyna Piter
- Ekaterina Yashina
- Anna Zaja

Thua cuộc may mắn:
- Riya Bhatia

### Rút lui
Trước giải đấu
- Irina-Camelia Begu → thay thế bởi  Andrea Petkovic
- Jennifer Brady → thay thế bởi  Varvara Gracheva
- Caroline Garcia → thay thế bởi  Misaki Doi
- Barbora Krejčíková → thay thế bởi  Tamara Korpatsch
- Maria Sakkari → thay thế bởi  Clara Tauson
- Sloane Stephens → thay thế bởi  Riya Bhatia
- Jil Teichmann → thay thế bởi  Arantxa Rus
- Alison Van Uytvanck → thay thế bởi  Martina Trevisan

Trong giải đấu
- Victoria Azarenka

## Nội dung đôi WTA

### Hạt giống
| Quốc gia | Tay vợt         | Quốc gia | Tay vợt        | Xếp hạng1 | Hạt giống |
| -------- | --------------- | -------- | -------------- | --------- | --------- |
| CRO      | Darija Jurak    | SLO      | Andreja Klepač | 57        | 1         |
| UKR      | Nadiia Kichenok | ROU      | Raluca Olaru   | 85        | 2         |
| RUS      | Anna Blinkova   | NED      | Arantxa Rus    | 126       | 3         |
| GER      | Vivian Heisen   | CZE      | Květa Peschke  | 138       | 4         |

- 1 Bảng xếp hạng vào ngày 14 tháng 6 năm 2021.

### Vận động viên khác
Đặc cách:
- Mara Guth /  Julia Middendorf

### Rút lui
- Amanda Anisimova /  Sloane Stephens

## Nhà vô địch

### Đơn
- Angelique Kerber đánh bại  Kateřina Siniaková, 6–3, 6–2.

### Đôi
- Darija Jurak /  Andreja Klepač đánh bại  Nadiia Kichenok /  Raluca Olaru, 6–3, 6–1.